# Hillside (Oregon)
Hillside az Amerikai Egyesült Államok Oregon államának Washington megyéjében elhelyezkedő önkormányzat nélküli település.